# Альсобия
Альсобия (лат. Alsobia) — род травянистых растений и полукустарников. Родина — тропики Америки (Мексика, Бразилия, Коста-Рика, Колумбия). Название происходит от греч. άλσος, alsos — роща, лес, и βιος, bios — жизнь.

## Ботаническое описание
Характерной особенностью являются побеги двух типов: (1) длинные ползучие, стелющиеся по земле (столоны), отрастающие из пазух листьев, и (2) вырастающие в их узлах короткие прямостоячие, на которых развиваются цветки. Столоны легко укореняются в узлах, и в результате вегетативного размножения единственное растение образует обширный мат из переплетающихся побегов. Также имеются виды с прямостоячим стеблем, растущие в виде раскидистого кустарника. В отличие от близкого рода Episcia, у альсобий в одном узле обычно развивается один столон (у эписций — два); столон заканчивается узлом с листьями. Листья небольшие, округлых очертаний, черешковые, супротивные; окраска листа зелёная, также с коричневатыми участками вдоль жилок в середине листа, края неглубоко зазубренные.
Поверхность растения в разной степени опушённая; волоски простые, многоклеточные.
Цветки пазушные, одиночные, на цветоносах. Околоцветник трубчатый, 5-лепестный; верхние и боковые лепестки примерно равны по размерам, нижний лепесток крупнее. Окраска цветка белая, с красноватым крапом в зеве. Характерной особенностью является большое количество бахромчатых выростов по краям лепестков, отсюда английское название «lace flower» («кружевной цветок»). Тычинок 4, длина составляет около половины длины трубки венчика, пыльники соединены. Плод — мясистая коробочка, вскрывающаяся двумя створками. Семена мелкие, эллипсоидные, бурого цвета, длиной до 1-1,5 мм.
Число хромосом 2n = 18.

## Таксономия и виды
Род Alsobia близок к роду Episcia, и некоторые виды альсобий в литературе по комнатному растениеводству описаны как представители рода эписций. Род Alsobia описан в 1854 г., но уже в 1865 г. переведён в род Episcia, и выделен из него вновь только в 1978 г. Молекулярные и анатомические данные подтверждают монофилию рода и надёжно отделяют альсобии от эписций; сестринским таксоном является род Cobananthus.
В роде выделяется не менее четырёх видов, также имеются гибриды:
- Alsobia baroniae L.E.Skog & Barrie
- Alsobia chiapensis Mart.-Mel., L.E.Skog & Pérez-Farr.
- Alsobia dianthiflora (H.E.Moore & R.G.Wilson) Wiehler — Альсобия гвоздикоцветная
- Alsobia punctata (Lindl.) Hanst. typus[1] — Альсобия точечная, или Альсобия испещрённая

## В культуре
Растение используется как декоративное, в культуре представлены все 4 вида. Благодаря длинным ползучим и свисающим побегам используется как почвопокровное (в оранжереях) или ампельное (в горшечной культуре). Виды с прямостоячими побегами редки в культуре.
Популярная в культуре разновидность A. ‘Cygnet’ представляет собой гибрид A. dianthiflora и A. punctata, полученный R. Lee в 1967 году. Другой популярный культивар, A. ‘San Miguel’, получен Бартли Шварцем (Bartley Schwarz) посредством самоопыления A. ‘Cygnet’ и отличается более выраженным крапом в зеве цветка. Оба культивара являются промежуточными между родительскими видами по размерам листа и внешнему виду в целом. Цветки несут густую бахрому по краям лепестков и пурпурные точки в зеве, унаследованные от вида A. punctata.
Джон Богган (John Boggan) предпринял попытку скрещивания A. punctata и A. chiapensis, но полученный гибрид не получил распространения в культуре и, возможно, уже исчез.
Грунт. Для выращивания подходит почвенная смесь для узамбарской фиалки. В грунт рекомендуется добавлять перлит, древесный уголь, кокосовое волокно, мох сфагнум.
Освещение. Растение светолюбиво, но требует притенения от яркого солнца на южном окне. При недостатке света плохо цветёт.
Размножение. Вегетативное размножение происходит при помощи черенков, которые можно укоренять в воде, возможно отделение самостоятельно укоренившихся столонов.
Болезни. В культуре растение мало подвержено заболеваниям и нападению вредителей, это происходит обычно при недостаточной влажности воздуха. Частым вредителем является паутинный клещ, реже — нематоды и щитовки, трипсы и тли.